# Kerberos (mythisch wezen)
Kerberos (Grieks: Κέρβερος, Latijn: Cerberus) is een figuur uit de Griekse mythologie: een monsterlijke hond met drie koppen (in sommige verhalen zelfs 50 of 100) en soms met een slangenstaart of draak als staart en ontelbare slangenkoppen op zijn rug. Hij en Orthros, de tweekoppige hond van de reus Geryon, werden geschapen door Echidna en Typhon.
Kerberos is de bewaker van de onderwereld in de klassieke en christelijke beeldende kunst. Hij zorgde ervoor dat de doden de onderwereld niet konden verlaten en dat de levenden er niet konden binnentreden. In ruil voor een veilige doorgang geven de zielen der doden hem honingtaart.
P. Vergilius Maro, zegt:
«Aan de ingang van de onderwereld zit Cerberus, de machtige waakhond. Zijn taak is het om de levenden dreigend op een afstand te houden, en de doden te beletten te ontsnappen. Hij is geboren uit de vereniging van de monsters Typhon-Seth en Echidra. Hij heeft drie koppen en zijn staart is een slang. Ook op zijn rug wemelt het van de slangenkoppen. Hij is de dood in de gedaante van de hond met de vurige ogen, die de lijken verblindt; een feilloze en strenge (orde-) bewaker.»

## Kerberos en Herakles

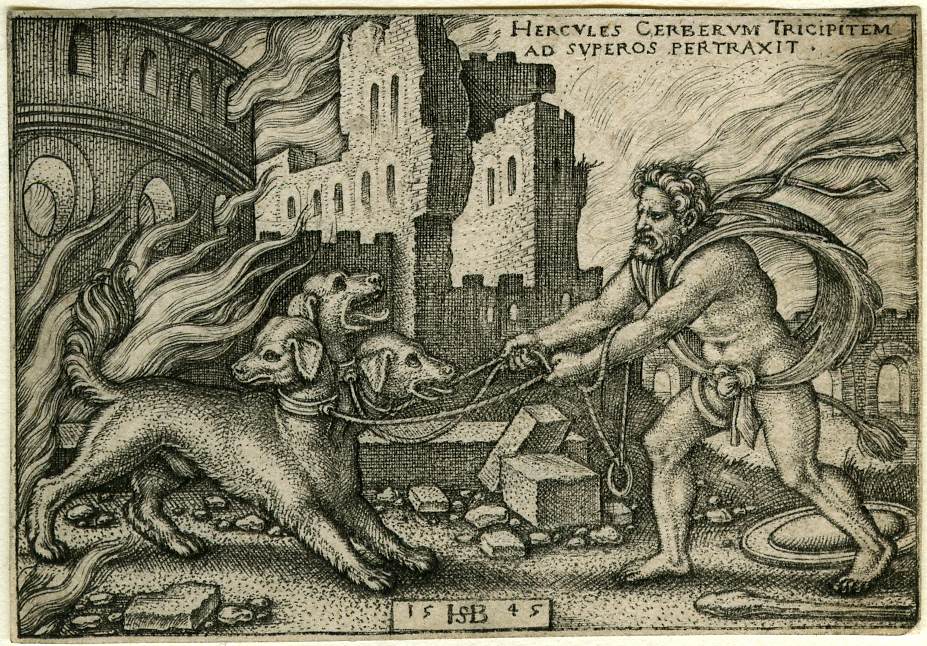
Herakles vangt Kerberos. Gravure van Sebald Beham, 1540.

Als de laatste van zijn Dodekathlos (12 Werken) moest Herakles Kerberos ontvoeren. In de Odyssee (boek XI) vertelt Herakles aan Odysseus dat dit zijn zwaarste werk was en dat hij door Hermes en Pallas Athena bijgestaan was. Nadat hij Kerberos naar Eurystheus had gebracht, bracht hij het monster weer terug naar de onderwereld.

## Trivia
- Sommige mensen noemen Cerberus ook wel Cerbie
- In het boek Harry Potter en de Steen der Wijzen komt een op Kerberos geïnspireerd figuur voor, die een luik bewaakt dat toegang geeft tot de steen der wijzen. Het wezen wordt er Pluisje genoemd. In het boek zegt Hagrid dat hij Pluisje kocht van een of ander 'Grieks Type'.
- In de informatica is Kerberos de naam van een protocol, dat dient om de authenticatie van gebruikers en systemen te verzorgen.
- Kerberos is ook de naam van een van de vijf manen van Pluto. De naam is toepasselijk, want Pluto zelf is vernoemd naar de god van de onderwereld.

Nemeïsche leeuw · 
Hydra van Lerna · 
Hinde van Keryneia · 
Erymanthisch zwijn · 
Stallen van Augias · 
Stymphalische vogels · 
Stier van Kreta · 
Vleesetende paarden van Diomedes · 
Gordel van Hippolyte · 
Kudde van Geryones · 
Gouden appels van de Hesperiden · 
Kerberos